# Конюхово (Новгородська область)
Конюхово (рос. Конюхово) — присілок в Парфінському районі Новгородської області Російської Федерації.
Населення становить 108 осіб. Входить до складу муніципального утворення Парфинське міське поселення.

## Історія
Від 2004 року входить до складу муніципального утворення Парфинське міське поселення.

## Населення
| 2010 | 2014 | 2016 |
| ---- | ---- | ---- |
| 118  | ↘109 | ↘108 |